# Rey Washam
Reynolds «Rey» Washam (Austin, Texas, 14 de marzo de 1961) es un baterista afamado por haber colaborado y tocado con muchas bandas. Entre estas bandas se incluyen Scratch Acid, Rapeman, Ministry, Big Boys, Helios Creed, The Didjits, Lard, Tad y los Butthole Surfers. También tocaba en la banda de jazz Euripides Pants, con la que grabó un álbum que nunca fue lanzado.
Cuando el baterista de Phantom Planet, Jason Schwartzman, dejó la banda justo antes de una gira, la banda buscó a Washam para rellenar el puesto de batería, sin embargo el tour nunca se materializó.
Tocó con un temporalmente reunido Scratch Acid para el aniversario de los 25 años de Touch & Go Records, el 9 de septiembre de 2006, en Chicago, Illinois. Esta reunión engendró otros dos conciertos: uno en Austin, Texas, antes del aniversario, y uno en Seattle, el 16 de septiembre de 2006. No ha habido otra reunión de Scratch Acid desde entonces.
Actualmente, Washam vive con su esposa en Los Ángeles, California.